# 垂水村
垂水村（たるみむら）は、香川県仲多度郡にあった村。現在の丸亀市垂水町。
村役場はその後、JA香川県垂水支店になっている。

## 歴史
- 1890年2月15日 - 町村制施行に伴い、那珂郡垂水村が発足。
- 1899年4月1日 - 那珂郡が多度郡と合併し、仲多度郡となる。
- 1958年5月1日 - 丸亀市に編入合併され、同日廃止。